# Wspólnota administracyjna Kyffhäuser
Wspólnota administracyjna Kyffhäuser (niem. Verwaltungsgemeinschaft Kyffhäuser) – dawna wspólnota administracyjna w Niemczech, w kraju związkowym Turyngia, w powiecie Kyffhäuser. Siedziba wspólnoty znajdowała się w miejscowości Bendeleben.
31 grudnia 2012 wspólnota została zlikwidowana. Osiem gmin wchodzących w jej skład stały się dzielnicami nowo powstałej gminy Kyffhäuserland, natomiast gmina Oberbösa została włączona do wspólnoty administracyjnej Greußen.
Wspólnota administracyjna zrzeszała dziewięć gmin wiejskich: 
1. Badra
2. Bendeleben
3. Göllingen
4. Günserode
5. Hachelbich
6. Oberbösa
7. Rottleben
8. Seega
9. Steinthaleben